# Dimítris Papadópoulos
Pour les articles homonymes, voir Papadopoulos.
Dimítris Papadópoulos (en grec : Δημήτρης Παπαδόπουλος), né le 15 août 1966, à Thessalonique, en Grèce, est un ancien joueur grec de basket-ball. Il évolue durant sa carrière au poste d'ailier.

## Palmarès
- Finaliste du championnat d'Europe 1989